# Coryllis à tête bleue
Pour les articles homonymes, voir Tête bleue.
Loriculus galgulus
Espèce
Statut de conservation UICN

 LC  : Préoccupation mineure
Statut CITES
Le Coryllis à tête bleue (Loriculus galgulus) ou Loricule à tête bleue, est une espèce d'oiseaux de la famille des Psittaculidae, natif d'Asie du Sud-Est.

## Description

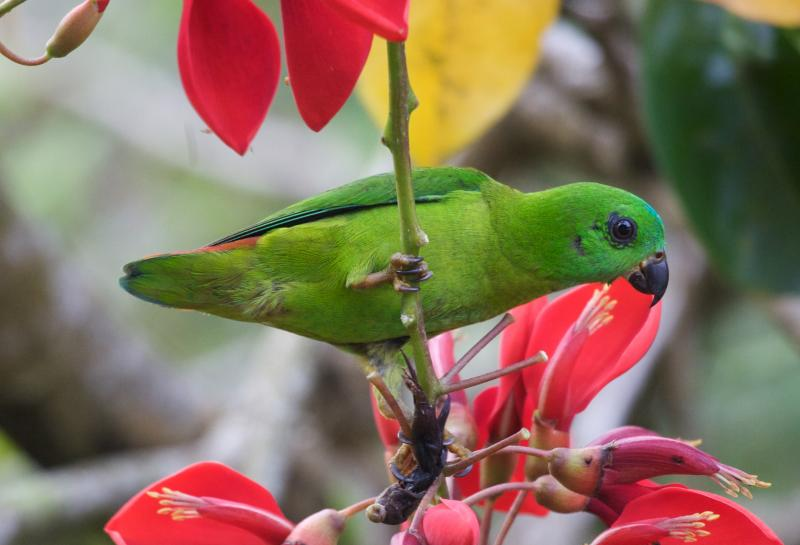
Une femelle.

Le Loricule à tête bleue est un petit oiseau de 12 à 15 cm au plumage vert vif agrémenté par des nuances jaunâtres sur les flancs et le ventre. La couronne bleue ornant le sommet de la tête lui donne son nom spécifique. L'iris est marron, le bec noir et les pattes gris foncé. 
Le dimorphisme sexuel est net : le mâle présente en effet une marque rouge sur la gorge, absente chez la femelle.

## Habitat
Cet oiseau peuple les forêts primaires et secondaires de plaines, mais a également été observé dans les cocoteraies et les jardins des villages, ainsi qu'en montagne.

## Aire de répartition
Son aire s'étend à travers la péninsule Malaise, Sumatra et Bornéo, y compris les îles Riau et Anamba, Bangka et Belitung ainsi que les îles voisines de Nias, Siberut, Sipora et Enggano.

## Comportement
Le coryllis à calotte bleue dort la tête en bas, ce qui est rare chez les oiseaux.

## Statut
Cet oiseau est assez commun et répandu de façon assez homogène sur toute son aire de répartition.

## L'animal et l'homme

### Philatélie
Cette espèce a été représentée en 1993 sur un timbre du Brunei et en 1994 sur un timbre d'Indonésie.